# Marignac (Haute-Garonne)
Marignac település Franciaországban, Haute-Garonne megyében. Lakosainak száma 488 fő (2022. január 1.). Marignac Chaum, Arlos, Baren, Cierp-Gaud, Gouaux-de-Luchon és Saint-Béat-Lez községekkel határos.

## Népesség
A település népességének változása:
| Lakosok száma | 745  | 624  | 537  | 517  | 486  | 477  | 484  | 490  | 497  | 488  |
|               | 1968 | 1982 | 1990 | 2006 | 2013 | 2015 | 2017 | 2019 | 2020 | 2022 |